# Гайхату
Гайхату (*д/н —1295) — хан Ільханів у 1291-1295. З монгольської мови ім'я перекладається як «Дивовижний».

## Життєпис
Походив з роду Хулагуїдів. Син Абака-хана. Про молоді роки нічого невідомо за часів свого стрийка Текудера призначено намісником Сельджукської Анатолії. Одружився з представницею впливового тюркського роду з Керману.
У 1291 після отруєння Аргун-хана впливовий військових Таачар (Тагахар) підтримав Гайхату як претендента на трон. Ставши ханом держави Гайхату надав значну владу таачару. Сам більше поринув у розваги. В цей час прибуло посольства з держави Юань на чолі із Марко Поло, який привіз принцесу Кьокьочін. За рішенням Гайхату вона вийшла заміж за небожа Газан-хана.
У 1292 прийняв посольство від Едуарда I, короля Англії. Тоді ж розпочав підготовку до війни з Мамлюкським Єгиптом, перед тим відправивши тамтешньому султану аль-Ашрафу вимогу поступитися областю Алеппо. Втім хан не наважився напасти на Єгипет. Водночас Гайхату надав численні пільги, грошові та земельні дарунки несторіанській церкві.
З метою поліпшити фінансовий стан держави гайхату наказав за зразком династії Юань наказав друкувати паперові гроші, на яких були навіть зображено китайські ієрогліфи та арабська в'язь. Проте місцеві традиції суперечили використанню паперових грошей. купці та ремісники часто відмовлялися приймати ці гроші, почалися заворушення. Тому вже у 1295 Гайхату скасував паперові гроші. Втім це суттєво підірвало авторитет хана. Цим скористався військовик Таачар, який наказав задушити Гайхату, поставивши ханом Байду.

## Родина
Дружина — Падшан